# Spielvereinigung Fürth 1978-1979
Questa voce raccoglie le informazioni riguardanti il Spielvereinigung Fürth nelle competizioni ufficiali della stagione 1978-1979.

## Stagione
Nella stagione 1978-1979 il Fürth, allenato da Hannes Baldauf, concluse il campionato di 2. Bundesliga al 4º posto. In Coppa di Germania il Fürth fu eliminato al primo turno dal Saarbrücken.

## Rosa
| N. |                     | Ruolo | Calciatore        |
| -- | ------------------- | ----- | ----------------- |
|    | Germania (bandiera) | P     | Roland Kastner    |
|    | Germania (bandiera) | P     | Peter Löwer       |
|    | Germania (bandiera) | D     | Bernhard Bergmann |
|    | Germania (bandiera) | D     | Hermann Grabmeier |
|    | Germania (bandiera) | D     | Wolfgang Lausen   |
|    | Germania (bandiera) | D     | Manfred Ritschel  |
|    | Germania (bandiera) | D     | Klaus Rütten      |
|    | Germania (bandiera) | C     | Erich Geyer       |
|    | Germania (bandiera) | C     | Siegfried Grimm   |

| N. |                     | Ruolo | Calciatore           |
| -- | ------------------- | ----- | -------------------- |
|    | Germania (bandiera) | C     | Klaus Heinlein       |
|    | Germania (bandiera) | C     | Fritz Heubeck        |
|    | Germania (bandiera) | C     | Florian Hinterberger |
|    | Germania (bandiera) | C     | Helmut Klump         |
|    | Germania (bandiera) | C     | Gerhard Pankotsch    |
|    | Germania (bandiera) | C     | Gerhard Schäfer      |
|    | Turchia (bandiera)  | A     | Mahmut Bulut         |
|    | Germania (bandiera) | A     | Eduard Kirschner     |

## Organigramma societario
Area tecnica
- Allenatore: Hannes Baldauf
- Allenatore in seconda:
- Preparatore dei portieri:
- Preparatori atletici:

## Calciomercato

### Sessione estiva
| Acquisti | Acquisti         | Acquisti      | Acquisti |
| R.       | Nome             | da            | Modalità |
| -------- | ---------------- | ------------- | -------- |
| D        | Manfred Ritschel | Schalke 04    |          |
| A        | Eduard Kirschner | Bayern Monaco |          |

| Cessioni | Cessioni          | Cessioni    | Cessioni |
| R.       | Nome              | a           | Modalità |
| -------- | ----------------- | ----------- | -------- |
| D        | Viggo Jensen      | Odense      |          |
| C        | Alexander Schwarz | Saarbrücken |          |
| A        | Erich Unger       | Saarbrücken |          |

### Sessione invernale
| Acquisti | Acquisti | Acquisti | Acquisti |
| R.       | Nome     | da       | Modalità |
| -------- | -------- | -------- | -------- |

| Cessioni | Cessioni      | Cessioni  | Cessioni |
| R.       | Nome          | a         | Modalità |
| -------- | ------------- | --------- | -------- |
| A        | Duncan Lambie | Hibernian |          |

## Risultati

### 2. Bundesliga

#### Girone di andata
| Arbitro: | Dellwing |

|                   |           |               |
| Groppe 84’ (rig.) | Marcatori | 60’ Kirschner |

| Arbitro: | Glaw |

|                                |           |  |
| Kirschner 67’ Hinterberger 73’ | Marcatori |  |

| Arbitro: | Dahler |

|                   |           |                         |
| Stichler 70’, 83’ | Marcatori | 8’ Rütten 55’ Kirschner |

| Arbitro: | Jupe |

|                           |           |  |
| Kirschner 42’, 50’ (rig.) | Marcatori |  |

| Arbitro: | Hellwig |

|                                            |           |               |
| Seubert 25’ Wilhelmi 54’ Bihn 56’ Zahn 74’ | Marcatori | 81’ Kirschner |

| Arbitro: | Joos |

|                     |           |                            |
| Pechtold 58’ (aut.) | Marcatori | 68’ (aut.) Grimm 83’ Lasch |

| Arbitro: | Sahner |

|                                            |           |  |
| Ehrmantraut 33’ Diener 46’, 49’ Erhart 70’ | Marcatori |  |

| Arbitro: | Brückner |

|  |           |                      |
|  | Marcatori | 36’ Groß 73’ Schüler |

| Arbitro: | Quindeau |

|                           |           |            |
| Kirschner 30’, 60’ (rig.) | Marcatori | 18’ Müller |

| Arbitro: | Ross |

|                      |           |                  |
| Brand 20’ Breuer 72’ | Marcatori | 35’ Hinterberger |

| Arbitro: | Schmoock |

|  |           |           |
|  | Marcatori | 41’ Vogel |

| Arbitro: | Föckler |

|                                 |           |                                      |
| Kalchschmid 30’ Dörr 68’ (rig.) | Marcatori | 19’ Heinlein 47’, 57’, 85’ Kirschner |

| Arbitro: | Theobald |

|                                |           |                |
| Heinlein 2’, 10’ Kirschner 61’ | Marcatori | 82’ Wiesenthal |

| Arbitro: | Frickel |

|                |           |                              |
| Bente 59’, 73’ | Marcatori | 4’, 65’ Pankotsch 19’ Lausen |

| Arbitro: | Tritschler |

|                                         |           |  |
| Pankotsch 2’, 29’ Grimm 7’ Bergmann 70’ | Marcatori |  |

| Arbitro: | Sahner |

|                            |           |              |
| Posniak 44’, 69’ Klein 89’ | Marcatori | 9’ Kirschner |

| Arbitro: | Dilg |

|                                                |           |  |
| Heinlein 14’ Ritschel 23’ Pankotsch 55’ (rig.) | Marcatori |  |

| Arbitro: | Dreher |

|                           |           |                                  |
| Nachreiner 40’ Gerber 85’ | Marcatori | 31’ (rig.), 53’ (rig.) Kirschner |

| Arbitro: | Filla |

|                      |           |  |
| Kirschner 76’ (rig.) | Marcatori |  |

#### Girone di ritorno
| Arbitro: | Schmidhuber |

|                                        |           |  |
| Heinlein 18’ Heubeck 26’ Kirschner 82’ | Marcatori |  |

| Arbitro: | Kinzinger |

|                                   |           |                      |
| Novković 23’, 74’ Leiendecker 84’ | Marcatori | 34’ (rig.) Kirschner |

| Arbitro: | Klauser |

|                            |           |              |
| Kirschner 62’ Heinlein 90’ | Marcatori | 35’ Allgöwer |

| Friburgo in Brisgovia 24 aprile 1979 23ª giornata | Friburgo | 0 – 0 referto | Fürth | Möslestadion (1 200 spett.)\| Arbitro: \| Boos \| |
| Arbitro:                                          | Boos     |               |       |                                                   |

| Arbitro: | Vielsack |

|                               |           |  |
| Hinterberger 20’ Heinlein 40’ | Marcatori |  |

| Arbitro: | Wilhelmi |

|             |           |  |
| Geinzer 73’ | Marcatori |  |

| Arbitro: | Correll |

|                                 |           |  |
| Detterer 3’ (aut.) Heinlein 83’ | Marcatori |  |

| Arbitro: | Boos |

|             |           |                                |
| Wiesner 90’ | Marcatori | 68’ Kirschner 78’ Hinterberger |

| Saarbrücken 25 marzo 1979 28ª giornata | Saarbrücken | 0 – 0 referto | Fürth | Ludwigsparkstadion (6 000 spett.)\| Arbitro: \| Gaus \| |
| Arbitro:                               | Gaus        |               |       |                                                         |

| Fürth 31 marzo 1979 29ª giornata | Fürth    | 0 – 0 referto | Bayreuth | Sportpark Ronhof (8 300 spett.)\| Arbitro: \| Theobald \| |
| Arbitro:                         | Theobald |               |          |                                                           |

| Arbitro: | Walther |

|           |           |                    |
| Knapp 41’ | Marcatori | 32’, 79’ Kirschner |

| Arbitro: | Drescher |

|                                          |           |                 |
| Pankotsch 35’ Heinlein 66’ Kirschner 71’ | Marcatori | 85’ Kalchschmid |

| Arbitro: | Schumann |

|           |           |                   |
| Krech 20’ | Marcatori | 44’, 86’ Heinlein |

| Arbitro: | Röder |

|                                         |           |           |
| Kirschner 53’ (rig.), 63’ Pankotsch 70’ | Marcatori | 56’ Marek |

| Arbitro: | Dilg |

|                                      |           |                            |
| Seitz 9’ Schleiter 49’ Schwemmle 82’ | Marcatori | 86’ Kirschner 88’ Heinlein |

| Arbitro: | Schmoock |

|               |           |              |
| Kirschner 43’ | Marcatori | 32’ Rübenach |

| Arbitro: | Tritschler |

|  |           |                   |
|  | Marcatori | 4’, 20’ Kirschner |

| Arbitro: | Walz |

|                         |           |              |
| Kirschner 57’ Geyer 83’ | Marcatori | 19’ Herberth |

| Arbitro: | Gschwender |

|                     |           |                                   |
| Krostina 67’ (rig.) | Marcatori | 24’, 47’, 59’ Kirschner 86’ Bulut |

### Coppa di Germania
| Arbitro: | Walz |

|            |           |  |
| Michl 110’ | Marcatori |  |

## Statistiche

### Statistiche di squadra
| Competizione      | Punti | In casa | In casa | In casa | In casa | In casa | In casa | In trasferta | In trasferta | In trasferta | In trasferta | In trasferta | In trasferta | Totale | Totale | Totale | Totale | Totale | Totale | DR  |
| Competizione      | Punti | G       | V       | N       | P       | Gf      | Gs      | G            | V            | N            | P            | Gf           | Gs           | G      | V      | N      | P      | Gf     | Gs     | DR  |
| ----------------- | ----- | ------- | ------- | ------- | ------- | ------- | ------- | ------------ | ------------ | ------------ | ------------ | ------------ | ------------ | ------ | ------ | ------ | ------ | ------ | ------ | --- |
| 2. Bundesliga     | 49    | 19      | 14      | 2       | 3       | 36      | 12      | 19           | 7            | 5            | 7            | 30           | 33           | 38     | 21     | 7      | 10     | 66     | 45     | +21 |
| Coppa di Germania | -     | 0       | 0       | 0       | 0       | 0       | 0       | 1            | 0            | 0            | 1            | 0            | 1            | 1      | 0      | 0      | 1      | 0      | 1      | -1  |
| Totale            | 49    | 19      | 14      | 2       | 3       | 36      | 12      | 20           | 7            | 5            | 8            | 30           | 34           | 39     | 21     | 7      | 11     | 66     | 46     | +20 |

### Andamento in campionato
| Giornata  | 1  | 2 | 3 | 4 | 5 | 6  | 7  | 8  | 9  | 10 | 11 | 12 | 13 | 14 | 15 | 16 | 17 | 18 | 19 | 20 | 21 | 22 | 23 | 24 | 25 | 26 | 27 | 28 | 29 | 30 | 31 | 32 | 33 | 34 | 35 | 36 | 37 | 38 |
| --------- | -- | - | - | - | - | -- | -- | -- | -- | -- | -- | -- | -- | -- | -- | -- | -- | -- | -- | -- | -- | -- | -- | -- | -- | -- | -- | -- | -- | -- | -- | -- | -- | -- | -- | -- | -- | -- |
| Luogo     | T  | C | T | C | T | C  | T  | C  | C  | T  | C  | T  | C  | T  | C  | T  | C  | T  | C  | C  | T  | C  | T  | C  | T  | C  | T  | T  | C  | T  | C  | T  | C  | T  | C  | T  | C  | T  |
| Risultato | N  | V | N | V | P | P  | P  | P  | V  | P  | P  | V  | V  | V  | V  | P  | V  | N  | V  | V  | P  | V  | N  | V  | P  | V  | V  | N  | N  | V  | V  | V  | V  | P  | N  | V  | V  | V  |
| Posizione | 10 | 5 | 5 | 4 | 8 | 11 | 14 | 15 | 14 | 14 | 14 | 13 | 12 | 10 | 9  | 10 | 10 | 9  | 8  | 8  | 8  | 7  | 7  | 7  | 7  | 7  | 7  | 7  | 7  | 7  | 5  | 4  | 4  | 4  | 4  | 4  | 4  | 4  |

Legenda:

Luogo: C = Casa; T = Trasferta. Risultato: V = Vittoria; N = Pareggio; P = Sconfitta.

### Statistiche dei giocatori
| Giocatore       | 2. Bundesliga | 2. Bundesliga | 2. Bundesliga | 2. Bundesliga | Coppa di Germania | Coppa di Germania | Coppa di Germania | Coppa di Germania | Totale   | Totale | Totale      | Totale     |
| Giocatore       | Presenze      | Reti          | Ammonizioni   | Espulsioni    | Presenze          | Reti              | Ammonizioni       | Espulsioni        | Presenze | Reti   | Ammonizioni | Espulsioni |
| --------------- | ------------- | ------------- | ------------- | ------------- | ----------------- | ----------------- | ----------------- | ----------------- | -------- | ------ | ----------- | ---------- |
| B. Bergmann     | 30            | 1             | 1             | 1             | 1                 | 0                 | 0                 | 0                 | 31       | 1      | 1           | 1          |
| M. Bulut        | 8             | 1             | 0             | 0             | 0                 | 0                 | 0                 | 0                 | 8        | 1      | 0           | 0          |
| E. Geyer        | 24            | 1             | 3             | 0             | 0                 | 0                 | 0                 | 0                 | 24       | 1      | 3           | 0          |
| H. Grabmeier    | 32            | 0             | 4             | 0             | 1                 | 0                 | 0                 | 0                 | 33       | 0      | 4           | 0          |
| S. Grimm        | 12            | 1             | 0             | 0             | 1                 | 0                 | 0                 | 0                 | 13       | 1      | 0           | 0          |
| K. Heinlein     | 37            | 12            | 6             | 0             | 1                 | 0                 | 1                 | 0                 | 38       | 12     | 7           | 0          |
| F. Heubeck      | 36            | 1             | 0             | 0             | 1                 | 0                 | 0                 | 0                 | 37       | 1      | 0           | 0          |
| F. Hinterberger | 32            | 4             | 2             | 0             | 1                 | 0                 | 0                 | 0                 | 33       | 4      | 2           | 0          |
| R. Kastner      | 5             | 0             | 0             | 0             | 0                 | 0                 | 0                 | 0                 | 5        | 0      | 0           | 0          |
| E. Kirschner    | 37            | 33            | 8             | 0             | 1                 | 0                 | 0                 | 0                 | 38       | 33     | 8           | 0          |
| H. Klump        | 27            | 0             | 4             | 0             | 1                 | 0                 | 0                 | 0                 | 28       | 0      | 4           | 0          |
| D. Lambie       | 16            | 0             | 0             | 0             | 1                 | 0                 | 0                 | 0                 | 17       | 0      | 0           | 0          |
| W. Lausen       | 25            | 1             | 0             | 0             | 0                 | 0                 | 0                 | 0                 | 25       | 1      | 0           | 0          |
| P. Löwer        | 34            | 0             | 0             | 0             | 1                 | 0                 | 0                 | 0                 | 35       | 0      | 0           | 0          |
| G. Pankotsch    | 35            | 7             | 5             | 0             | 1                 | 0                 | 0                 | 0                 | 36       | 7      | 5           | 0          |
| M. Ritschel     | 25            | 1             | 4             | 0             | 0                 | 0                 | 0                 | 0                 | 25       | 1      | 4           | 0          |
| K. Rütten       | 32            | 1             | 5             | 0             | 1                 | 0                 | 0                 | 0                 | 33       | 1      | 5           | 0          |
| G. Schäfer      | 22            | 0             | 2             | 0             | 1                 | 0                 | 0                 | 0                 | 23       | 0      | 2           | 0          |